# Карабаджак Хайдут
Карабаджак Хайдут (чернокракия) с истинско име Бено Първанов Пантелеев е български хайдушки войвода.
Първан Пантелеев, бащата на Бено загива в сраженията при река Прут на гръцките етеристи с турски войски през 1821 г. Бено Първанов първоначално е четник в хайдушката дружина на Цеко войвода. През 1848 г. се сражава в конницата на румънеца генерал Магеру за свободата на Румъния. На следващата година се озовава в Сърбия, а през 1850 г. е участник в подготовката на въстане в родния си край. При обявяването на въстанието участва в сраженията на въстаниците при село Гърци.
Карабаджак Хайдут като участник в отряда на капитан Павел Грамадов воюва в Кримската война и заради проявените си качества е произведен в чин прапоршчик. За залавянето на английски офицер и раняване бива награден с Георгиевски кръст за храброст и сабля от командването.
През 1862 г. хайдутина взима участие в сраженията при Белградската крепост като четник в Легията на Георги Раковски. Участвайки в Освободителната война в редиците на дядо Цековите войни, Карабаджак Хайдут доживява до Освобождението на България.